# مسرح هبيما
مسرح هبيما (بالعبرية: תיאטרון הבימה‏) هو المسرح الوطني لإسرائيل وواحد من أوائل المسارح الناطقة باللغة العبرية. يقع في ميدان هبيما في وسط مدينة تل أبيب.

## التاريخ

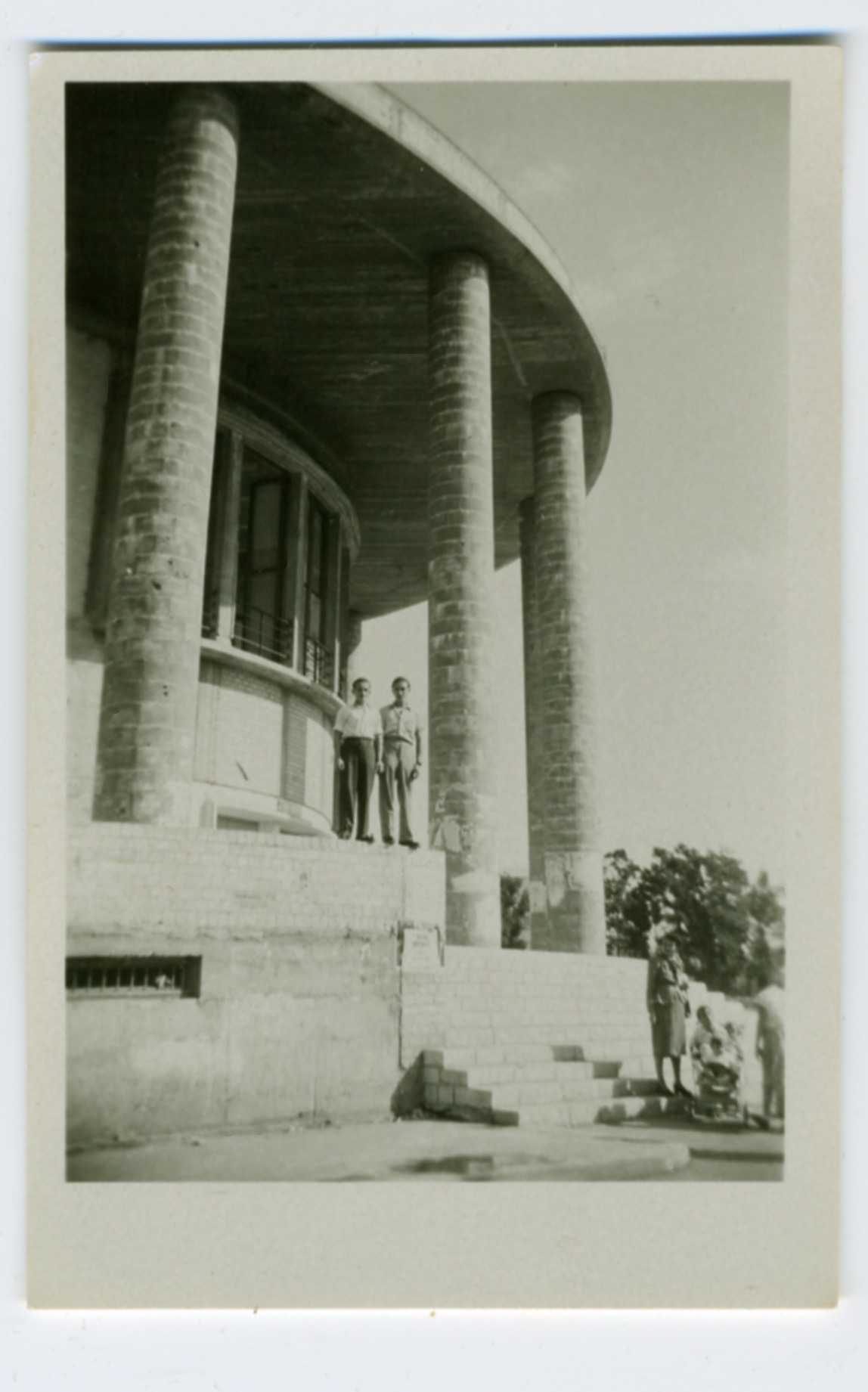
المبنى التاريخي في حوالي 1950

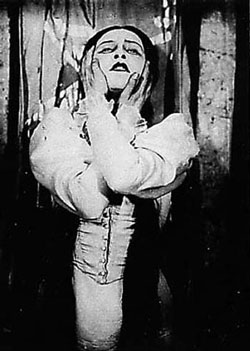
هانا روفينا من أشهر ممثلات المسرح

تأسست فرقة هبيما المسرحيةعلى يد ناحوم زيماخ في مدينة بياويستوك (التي كانت حينها تتبع محافظة غرودنو في الإمبراطورية الروسية) في عام 1912. وكان مناحم غنسين أحد مؤسسيها وممثليها الأوائل. ونظرًا لأن عروضها كانت باللغة العبرية، اقتبست الفرقة من التقاليد الشعبية اليهودية، وتناولت قضايا الشعب اليهودي وسرعان ما حظرتها السلطات الروسية، واضطرت الفرقة المسرحية إلى أن تصبح فرقة متنقلة.
وابتداءً من عام 1918 عملت الفرقة تحت رعاية مسرح موسكو للفنون، ويعتقد البعض أن هذه هي البداية الحقيقية للفرقة. لكنها واجهت صعوبات في ظل الحكومة السوفيتية وكذلك بعد الثورة الروسية. وكان الفنان الروسي الشهير كونستانتين ستانيسلافسكي قد قام بدعم الفرقة، من خلال الاتفاق مع يفغيني فاختانغوف لتدريب الممثلين البولنديين اليهود. ومنح جوزيف ستالين، الذي كان حينها يشغل منصب المفوض الرسمي لشئون القوميات، بإنشاء المسرح. ومع ذلك، حاول القسم اليهودي في الحزب الشيوعي استخدام نفوذه لقطع أموال الدولة عن الفرقة، ووصفها بأنها معادية للثورة.

### الجولة الدولية
في عام 1926، غادرت الفرقة الاتحاد السوفيتي للقيام بجولة في الخارج، في بلدان مثل لاتفيا وليتوانيا وبولندا وفرنسا وألمانيا وهولندا والولايات المتحدة. وحققت عروضهم المسرحية نجاحًا كبيرًا.  وفي عام 1927، انقسمت الفرقة حيث اختار زيماخ وبعض الممثلين البقاء في الولايات المتحدة 

### تأثير لودز
زارن الفرقة مدينة لودز، وقام المصور والفنان مندل غروسمان بالتقاط صور للممثلين والممثلات من كافة جهات المسرح. وانطلقت شهرته بسبب تلك الصور.

### التأسيس في فلسطين

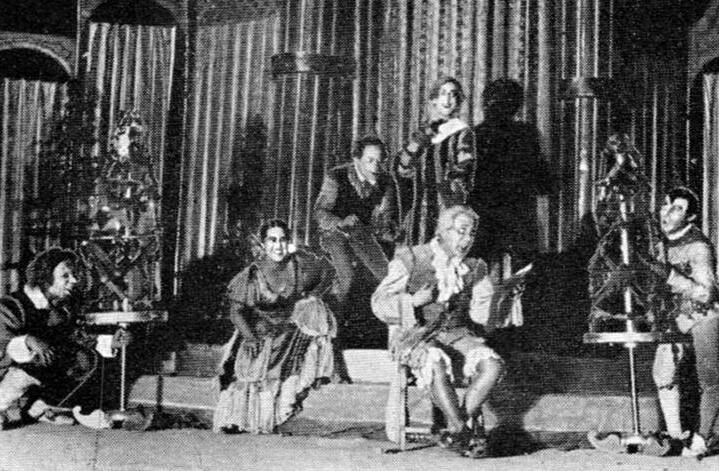
مسرح هبيما يعرض مسرحية "الليلة الثانية عشر" على مسرح في برلين في 15 سبتمبر 1930. وهو أول عرض لمسرحية لشكسبير باللغة العبرية.

أخذ أعضاء الفرقة الآخرون الفرقة إلى فلسطين الانتداب تحت الانتداب البريطاني عام 1928. وفي موسم 1928-29 قدمت مسرحيتين، كلاهما من إخراج أليكسي ديكي، من مسرح موسكو للفنون. أول عرض كان مسرحية «الكنز»، وهي ترجمة لمسرحية شالوم أليخيم من اللغة اليديشية، وعُرضت لأول مرة في 29 ديسمبر 1928. المسرحية الثانية عرضت لأول مرة في 23 مايو 1929 في تل أبيب، بعنوان «تاج ديفيد»، وهي اقتباس الكاتب العبري إسحاق لامدان  لمسرحية «شعر أبسالوم» للكاتب المسرحي الإسباني كالديرون من القرن السابع عشر.
في عام 1930، سافرت الفرقة إلى برلين بألمانيا، حيث قدمت عرض لمسرحية شكسبير «الليلة الثانية عشر»، من إخراج مايكل تشيخوف، ومسرحية «أورييل أكوستا» للكاتب المسرحي كارل جوتسكوف، بإخراج ألكسندر جرانوفسكي.
استقرت الفرقة أخيرًا في فلسطين عام 1931. وفي عام 1945، شيدت مسرحًا في تل أبيب قدمت عليه عروضها قبل اكتمال بناءه تماما. 

### المسرح الوطني لإسرائيل
يعتبر مسرح هبيما رسميًا هو المسرح الوطني لإسرائيل منذ عام 1958، وهو العام الذي حصل فيه على جائزة إسرائيل للمسرح. وكانت هذه هي السنة الأولى التي تُمنح فيها الجائزة لمنظمة.
وفي القرن الحادي والعشرين، تضم الفرقة 80 ممثلا وممثلة، ويعمل بالمسرح حوالي 120 موظفا.

## إعادة البناء
في يناير 2012، أعيد افتتاح المسرح بعد أربع سنوات ونصف من التجديدات. وتم تكليف المهندس المعماري رام كرمي بإعادة تصميم المبنى التاريخي. وتم استثمار أكثر من 100 مليون شيكل في إعادة البناء، مما أضاف 500 متر مربع من المساحة وثلاث غرف تدريب جديدة. وأعيد بناء قاعات المبنى الأربعة بالكامل. وكل منها بحجم ولون مختلف: فقاعة روفينا زرقاء وتتسع لـ 930 شخصًا؛ وقاعة ميسكين بلون اللافندر وتتسع 320 مقعدا؛ وقاعة بيرتونوف (المعروفة أيضًا باسم قاعة بامارتيف) خضراء وتتسع لـ 220 مقعدًا؛ وقاعة هبيما الرابعة (المعروفة سابقا باسم قاعة هاينيكين) مكسوة بألواح خشبية وتتسع لـ 170. 

## روابط خارجية
- الموقع الرسمي
- حكاية هبيما